# Werner von Bergen
Friedrich Ludwig Werner von Bergen (* 20. Januar 1839 in Königsberg; † 29. Oktober 1901 in Wiesbaden) war ein deutscher Diplomat. Er war Konsul in Siam (1871–1874) und Französisch-Indochina (1874–1876) sowie von 1876 bis 1897 (mit Unterbrechung) Ministerresident bzw. Gesandter in Guatemala und Geschäftsträger für Zentralamerika.

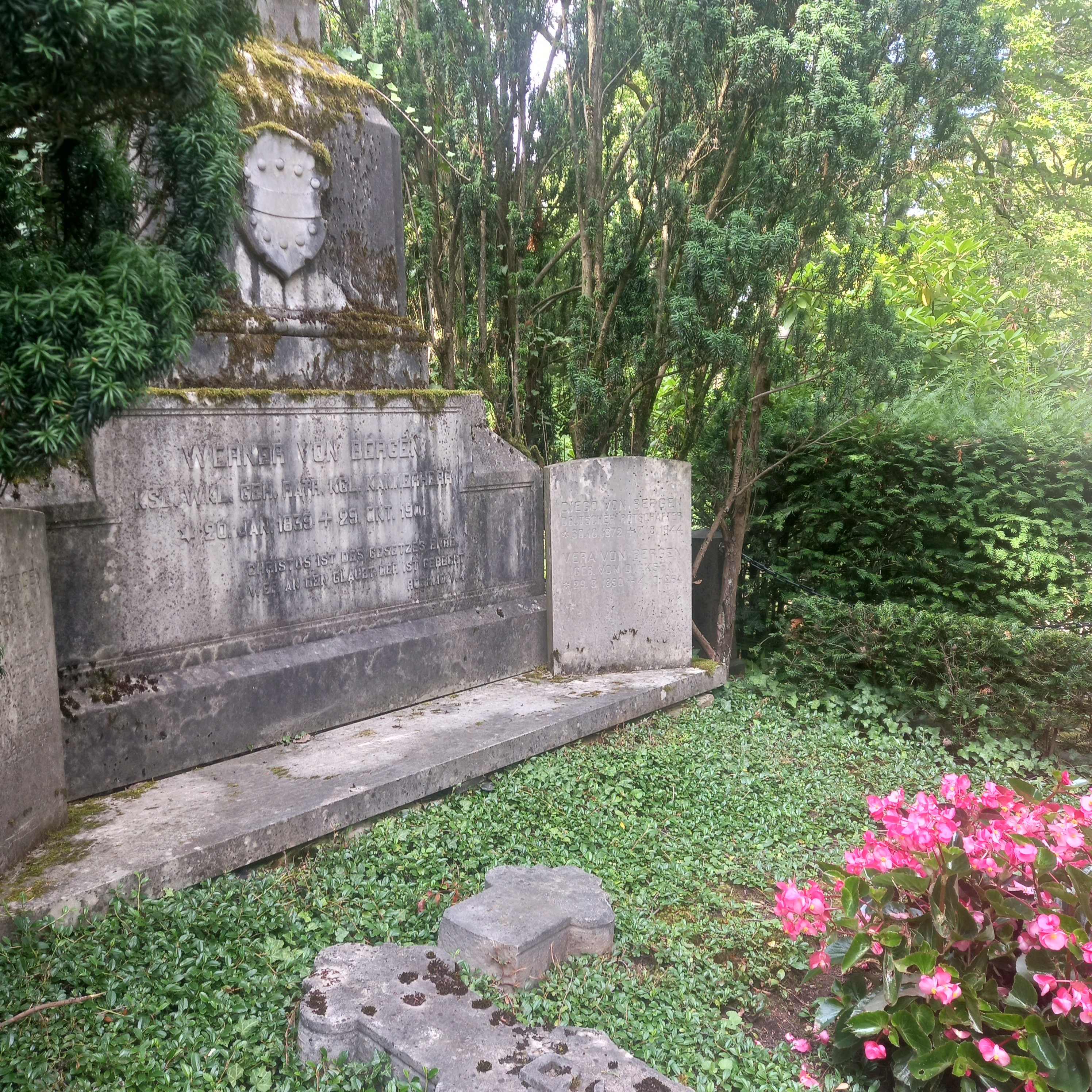
Das Grab von Werner von Bergen im Familiengrab auf dem Nordfriedhof (Wiesbaden)

## Leben
Werner von Bergen war der Sohn des preußischen Regierungsrats Adolph von Bergen und der Auguste Amalie, geb. Wartmann. Er studierte 1855/56 und 1859 Rechts- und Staatswissenschaft an den Universitäten Königsberg und Berlin. 1857 trat er in die preußische Armee ein, absolvierte von 1861 bis 1864 die Kriegsakademie in Berlin und wurde zum Hauptmann befördert. Im Deutschen Krieg 1866 zog er sich ein Beinleiden zu, lehrte 1867 Taktik an der Vereinigten Artillerie- und Ingenieurschule und dann Terrainkunde an der Kriegsschule in Potsdam.
Nachdem er 1868 dienstunfähig ausgemustert wurde, wechselte von Bergen in den konsularischen Dienst des Auswärtigen Amtes. Er wurde zunächst Sekretär des Generalkonsulats in Caracas. In Venezuela hatten im selben Jahr die „blauen“ (konservativen) Rebellen die liberale Regierung von Juan Crisóstomo Falcón gestürzt. Zeitweilig leitete von Bergen als interimistischer Geschäftsträger die Vertretung des Norddeutschen Bundes in Caracas.
Als 1869 die deutschen Schoner Franz und Marie Sophie in Maracaibo geentert und festgehalten wurden, protestierte von Bergen scharf, verlangte eine förmliche Entschuldigung und Wiedergutmachung. Um diesen Forderungen Nachdruck zu verleihen, überzeugte er Berlin, drei Kriegsschiffe – Arcona, Niobe und Meteor – unter Eduard von Knorr nach Venezuela zu entsenden. Unter diesem Eindruck gab Venezuela im März 1870 den deutschen Forderungen nach. Im Dezember 1870 heiratete von Bergen die gebürtige Venezolanerin Isabel de Alcalá, Tochter eines Offiziers und Plantagenbesitzers. Zwei Wochen später wurde er aus Caracas abberufen und auf eine Stelle in der Abteilung II (Handels-, Rechts- und Konsularsachen) im Auswärtigen Amt in Berlin versetzt.
Von Dezember 1871 bis 1874 war Werner von Bergen erster Konsul des neugegründeten Deutschen Reichs in Siam, wo kurz zuvor König Chulalongkorn (Rama V.) den Thron bestiegen hatte.

„Der noch nicht 19-jährige König von Siam, der im besten Sinne des Wortes als der erste Gentleman des Landes bezeichnet werden kann, ist der Träger der neuen Ideen, im schroffen Gegensatz zu der traditionellen Politik, die ihren Ausdruck in dem Regenten [Chaophraya Si Suriyawong] findet. Durch seine Reisen nach den holländischen und englischen Kolonien mit den Resultaten einer europäischen Verwaltung bekannt geworden, ist der König bestrebt, sein Land dem Fortschritt zuzuführen. Er teilt nicht die Vorliebe des Regenten für Engländer […] Bei seinem Bestreben, sich von dem Übergewicht des Regenten, der ihm unter dem Vorwand mangelnder Großjährigkeit die Regierung vorenthält, zu emanzipieren, würde ihm die Stütze eines dem englischen Drucke entgegenarbeitenden Agenten willkommen sein.“

Im Oktober 1872 wurde sein Sohn Diego von Bergen in Bangkok geboren, der später ebenfalls eine Diplomatenkarriere einschlug. Von 1874 bis 1876 war von Bergen Konsul (mit dem Charakter als Generalkonsul) in Saigon, der Hauptstadt der damaligen französischen Kolonie Cochinchina, im heutigen Vietnam.
Ab April 1876 war er Geschäftsträger und Generalkonsul für Zentralamerika (Guatemala, Costa Rica, Honduras, Nicaragua und El Salvador) mit Dienstsitz in Guatemala-Stadt, ab 1883 im Rang eines Ministerresidenten. 1876 schloss er Freundschafts-, Handels-, Schifffahrts- und Konsularverträge mit den mittelamerikanischen Republiken Guatemala und Honduras und förderte damit den entstehenden Kaffeeanbau für den Export, welcher mit einer Landreform das Ejido zerstörte. Er ließ Hans Türckheim und Karl Sapper Konsulate einrichten.
1877 eskalierte von Bergen die Eisenstuck-Affäre mit der Regierung von José Vicente Cuadra in Nicaragua. Gegen die Monroe-Doktrin, welche die Europäischen Handelsinteressen in Zentralamerika fortgesetzt bedrohte, riet von Bergen auf jeden erdenklichen Weg die Atmosphäre unter den fünf zentralamerikanischen Staaten zu verbessern und eine wirtschaftliche Integration vorzubereiten. Der kaiserliche Missionschef von Bergen warf der Regierung der USA imperiale Ambitionen in Zentralamerika vor, dies belastete Anfang der 1880er-Jahre die deutsch-amerikanischen Beziehungen.
Seine Position wurde Ende 1888 zum Gesandten in Guatemala aufgewertet, ab 1889 war er zugleich als Gesandter in Costa Rica akkreditiert. Werner von Bergen wurde 1890 zum königlich-preußischen Kammerherrn ernannt. Im März 1892 wurde er beurlaubt und im Oktober 1893 in den einstweiligen Ruhestand versetzt. Anfang 1895 wurde er jedoch erneut zum Gesandten bei den zentralamerikanischen Republiken ernannt (mit Dienstsitz in Guatemala–Stadt), die Geschäfte übernahm er dort im Mai 1895, im Januar des Folgejahres wurde er auch in Nicaragua akkreditiert. Bei seiner Versetzung in den Ruhestand Ende 1897 bekam von Bergen den Titel Wirklicher Geheimer Rat mit dem Prädikat Exzellenz verliehen. 1898 wurde er Rechtsritter des Johanniterordens.

## Schriften
- Passive verb of the Thai language. 1875